# Coppa dell'Amicizia italo-francese 1963
Le partite della "Coppa dell'Amicizia" italo-francese 1963 si giocarono nel mese di giugno.
L'edizione del torneo vide la partecipazione di otto squadre di club, quattro per ciascuna delle due nazioni partecipanti.

## Quarti di finale
| Squadra 1       | Squadra 2 | andata | ritorno |
| --------------- | --------- | ------ | ------- |
| RC France       | SPAL      | 1 - 3  | 2 - 1   |
| Rennes          | Genoa     | 1 - 2  | 0 - 3   |
| Olympique Lione | Catania   | 1 - 0  | 2 - 0   |
| Lens            | Milan     | 1 - 3  | 0 - 2   |

## Semifinali
| Squadra 1       | Squadra 2 | incontro unico              |
| --------------- | --------- | --------------------------- |
| Olympique Lione | Milan     | 2 - 4                       |
| Genoa           | SPAL      | 0 - 0 (Genoa per sorteggio) |

## Finale
| Squadra 1 | Squadra 2 | incontro unico |
| --------- | --------- | -------------- |
| Genoa     | Milan     | 2 - 1          |